# ダイハツ・アトレー
アトレー（Atrai）は、ダイハツ工業の軽1BOX車。ハイゼットの乗用グレード（3代目モデル以前、6代目は乗用ワゴン風デザインの軽貨物車扱いで、4代目は貨物モデルのみ発売されたあと、途中で乗用モデル・貨物モデルが併売され、4代目後期と5代目のみ乗用モデルに統一）に当たるが、2代目以降車名上は独立している。

## 概要
もともとはハイゼットの乗用版として1981年（昭和56年）に誕生した。後に独立した車種となっているが、現在まで車体（ホワイトボディー）はハイゼットとほぼ共通である。
車種は長らく4人乗りの軽自動車だけであったが、2000年には7人乗り1,300 ccの小型車となるアトレー7が登場し、1,500 cc以下の7人乗り乗用車としては、スバル・ドミンゴ以来となった。アトレー7は一時期、トヨタ自動車にもスパーキーとしてOEM供給されていたが、2004年（平成16年）で販売を終了した。
アトレーシリーズはハイゼットシリーズとともにダイハツ唯一の関東圏工場である群馬県前橋市のダイハツ車体で生産されていたが、前橋工場が完全閉鎖されることになったため、5代目以降は大分県中津市に新設されたダイハツ車体（現・ダイハツ九州）の大分中津工場で生産を継続している。初代S65系の半数と、アトレー7は本社池田工場で生産されていた。
6代目は乗用車から貨物車にモデルチェンジされた関係上、ハイゼットカーゴと完全に同一車両型式名を有している。その為、全国軽自動車協会連合会が発表している軽四輪車通称名は、アトレーのモデルチェンジにより「ハイゼットカーゴ」から「アトレー/ハイゼットカーゴ」になり、アトレーおよびハイゼットカーゴ（各デッキバン含む）と合算して台数にカウントされる。

## 初代（1981年-1986年）
- 1981年（昭和56年）4月 - 5代目ハイゼット（トラック・バン）と同時登場。当時はハイゼット・アトレーの名で発売された。グレードはLタイプ、Eタイプの2グレード。ボディスタイルはハイルーフを基本としているが、Eにはロールーフモデルが用意され、Lは平床、Eのロールーフは低床となる。軽1BOX初のサンルーフ、フルファブリックシート、フロアカーペットなどの装備で、貨物登録ながら乗用ユースを想定している。最大積載量はLが200kg積で、リアサスペンションも2枚リーフに減らすなど、乗り心地を重視している。ボディーカラーに合わせ内装色はグレー系、ベージュ系などがあった。エンジンは4代目以降のハイゼットと共通の直列2気筒・SOHCのAB20型を搭載していた。
- 1982年（昭和57年）3月 - 5代目ハイゼット同様、4WDを追加。フロアはすべて平床となる。4WDはタイヤサイズが12インチとなり、パートタイム方式で副変速機を装備。軽自動車初のLSDのオプションが用意されていた。
- 1983年（昭和58年）10月 - マイナーチェンジ。車名からハイゼットの冠名が外れ、単にアトレーとなる。グレードは、LX、L、Eとなり、それぞれ2WDと4WDを用意。タイヤサイズは2WDでもLXは12インチとなった。すべてハイルーフのみとなり、LXのみサンルーフを選択できた。内装色はパークグリーンメタリック車のみグレー、他はレッドとなる。2WDに5MTを追加し、軽1BOX初のターボ車が追加されたが、インタークーラーは装備されていない。ターボグレード（LX-TURBO）は独立グレードの扱いとされており、カタログも専用カタログだった。外装はアトレー専用フロントグリルとなり、NAがホワイト、ターボがシルバーを採用し、ハイゼットとの差別化が行なわれた。リアフロアが2WD車のみ2段フロアとなり、足元の高さが低床と同じ位置となった（4WD車は平床のまま）。リアシートがヘッドレスト及びアームレスト付でクッションサイズが厚いシートへ変更。シートアレンジが多彩となり、オプションのクッションと合わせフルフラットも可能（5ウェイマルチシート）。12インチホイール装着車両にはフロントディスクブレーキがメーカーオプションとして設定されている。なお、ターボ車にはフロントディスクブレーキは標準装備だった。4WDにフリーホイールハブを採用し、燃費を改善している。またPTOウインチまたはPTO発電機どちらかを4WD車にメーカーオプション設定。4WD-LXにPTO発電機付ハイルーフグレードを設定。2WDにはエンジン直結式発電機をメーカーオプション設定した。
- 1984年（昭和59年）- グレード見直し。LX-TURBO、LX、Gの3グレードとなる。G以外すべてグレードでサンルーフの選択が可能。4WDに5MTが追加され、G以外すべて5MTとなる。タイヤサイズはG-2WD以外すべて12インチとなる。内装色はボディカラーに合わせ、ブルー、ブラック、レッドを設定。4WD車のリアフロアも2段フロアを採用した。ELR式シートベルトがオプションで選択可能となった。またターボ車にターボインジケーターおよびラジアルタイヤを標準装備した。
- 1985年（昭和60年）- AT車を追加。グレードはLX-TURBO、LX、G、ATとなる。ATはハイルーフのみでサンルーフは選択できず、2WDのみ。サイドストライプやフルファブリック5ウェイマルチシートなど装備されているものの、ウレタン巻きステアリングや内装トリムなどを省略し、コストアップに配慮した。

## 2代目（1986年-1994年）
エンジンは2気筒AB型エンジンから、1985年（昭和60年）にミラ、クオーレに採用されていたEB型をアトレー用に変更して搭載している。660 cc化された際に、EB型をベースにしたEF型に変更された。エンジン位置は先代からの継続で、フロントシート下（キャブオーバーレイアウト）となるが、ラジエーターをシート下からフロントバンパー裏へ移動し、エンジンを前寄りとしたことでリア足元のエンジンルーム張り出しを少なくしている。4WDは副変速機付きのパートタイム4WDを採用した。パートタイム4WDはオートフリーホイールハブを採用し、利便性を向上した。ボディデザインは見栄え重視の、流麗なスタイルを採用している。リアドアウィンドウは小型車を含めた1BOXで初の下降式を採用、窓の上下幅を広げており室内の開放感は高かったが、スタイル重視が仇となり、室内は先代より狭くなっている。大型ガラスサンルーフのコスミックルーフ、フロントガラスサンルーフを装備した車種もある。大型のガラスサンルーフは軽1BOXで初めて採用された。後に電動スライド化される。
- 1986年（昭和61年）5月 - フルモデルチェンジ。後退灯をリアランプから分離してリアバンパー右側に、リアのナンバープレートの位置をテールゲートからリアバンパーにそれぞれ移設。
- 1987年（昭和62年）- オールタイム4WDのSXターボが登場する。オールタイム4WDはセンターデフ付きパートタイム4WDで、副変速機能はないが、センターデフロック機能を有している。現在この4WDシステムは2WD化機能を省いてテリオスキッド、ビーゴに装備されている。
- 1988年（昭和63年）- マイナーチェンジを行い、異型ヘッドランプを採用。4MTモデルが消滅。MT車は全て5MTとなる。ターボエンジンはキャブレターのままであったが、出力が向上したほか、オートチョークに変更された。内装色はボディカラーに合わせたブラウン系とブルー系の2色から、グレー系に纏められた。
- 1989年（平成元年） - 電動ガラスサンルーフを装備したターボFX、スポーティグレードのターボXXが登場。フロントバンパーとステアリングホイールのデザインが変更される。外板色はツートーンの選択が可能となった。
- 1990年（平成2年） - 660cc新規格化される。
- 1991年（平成3年） - ターボ車がEFI化された。クルーズ系はカラードバンパーなどを装備し、通常グレードよりも安価であったため、販売の主力となった。特装車としてアトレーデッキが登場した。ボディはデッキバン同様で、装備はターボFXと同様である。
- 1992年（平成4年） - 4WDのNA車にAT車を追加。350kgの積載が可能なGXが消滅し、全車200kg積へ統一された。特別装備グレードがカタログモデルへ昇格し、グレード構成が整理された。
- 1993年（平成5年）12月[1] - 生産終了。 在庫対応分のみの販売となる。
- 1994年（平成6年）1月 - 3代目と入れ替わる形で販売終了。

## 3代目（1994年-1998年）
先代モデルの見栄え重視から、室内容積重視へとシフトしている。内装は乗用車と遜色ないレベルまで向上している。スポーティグレードのSRにABSを標準装備。片側スライドドアの「リバーノ」が追加される。エンジンはNAとターボエンジンを用意し、ボディは5ドアと4ドアのリバーノで幅広いユーザーを対象としている。4WDモデルは、SRとターボに、ABS装備時は2WD、4WD切替可能なセンターデフ付きマルチセレクト4WD、他はパートタイム4WDを採用した。トランスミッションは全グレードで5MTを採用し、一部のグレード以外は3ATを採用した。5MT（アイシン・エーアイ（現・アイシン）製）はアウトプットリダクション方式を採用している。安全対策として、ダイハツ軽自動車で初採用となるABSがSRとRTターボ系に標準装備され、一部のグレードでオプション設定。リアシートベルトがリバーノ系に標準装備、全グレードでオプション設定されている。ブレーキはABS装備モデルで8インチブースターの採用と強化され、全車LSPV（ロードセンシングプロポーショニングバルブ）の装備により、積載状況による後輪ブレーキ圧コントロール機能を持っている。リバーノシリーズにはリアシートスライド機能とリアシートベルトを装備し、リアシートの快適性と安全性をアピールしていた。リアシートは左右個別にスライドし、後席の居住性と商用車としての荷室スペースを両立させている。ハイゼットと大きく異なる点は、リアサスペンションがリーフリジッドから3リンク式+コイルスプリングに改められたことである。これにより、型式（かたしき）はハイゼットのS100系とアトレーのS120系に大別された。
- 1994年（平成6年）1月31日 - フルモデルチェンジ。これに伴い、リアのナンバープレートの位置を初代と同様のテールゲート中央に戻した。CM出演者は安達祐実。
- 1996年（平成8年）- 全グレードでAT車選択可能となる。RTシリーズ追加。NAエンジンがツインカムエンジンとなる。
- 1997年（平成9年）
  - 1月 - ターボエンジンがツインカムエンジン（EF-RS型）となる。一部のシリーズは特別装備グレードへ統合。エアコンがほとんどのグレードで標準装備となったが、装備の簡略化なども実施されている。軽自動車初のアクティブ（電動式）スポイラーを一部グレードに装備した。
  - 10月 - キーレスエントリーとプロテインレザーシートをクラス初採用したクラシックシリーズを追加、リバーノターボは廃止。
- 1998年（平成10年）12月28日 - ボディサイズの変更に伴う軽自動車の新規格への移行、ならびに4代目モデルへのモデルチェンジに合わせる形で3代目モデルの販売終了。

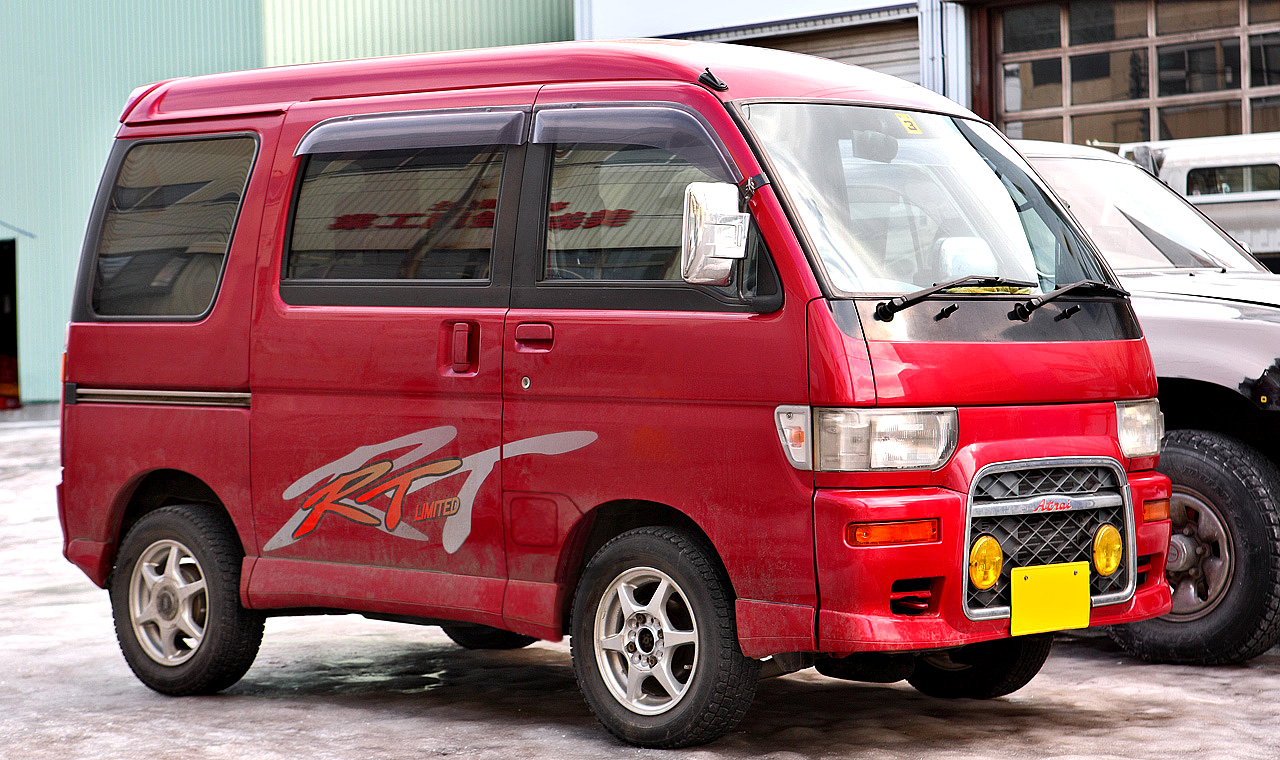
後期型 RTリミテッド
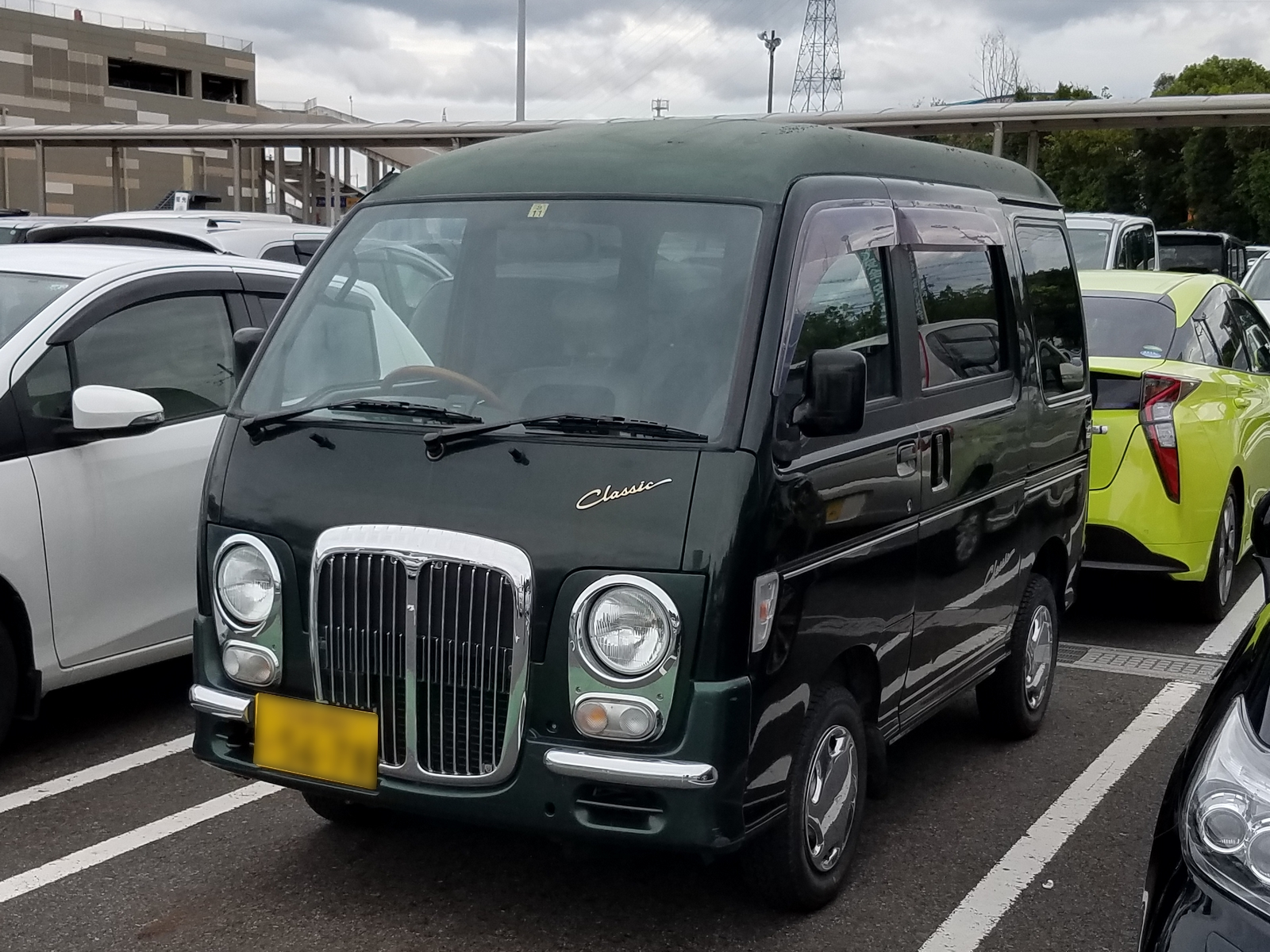
クラシック フロント
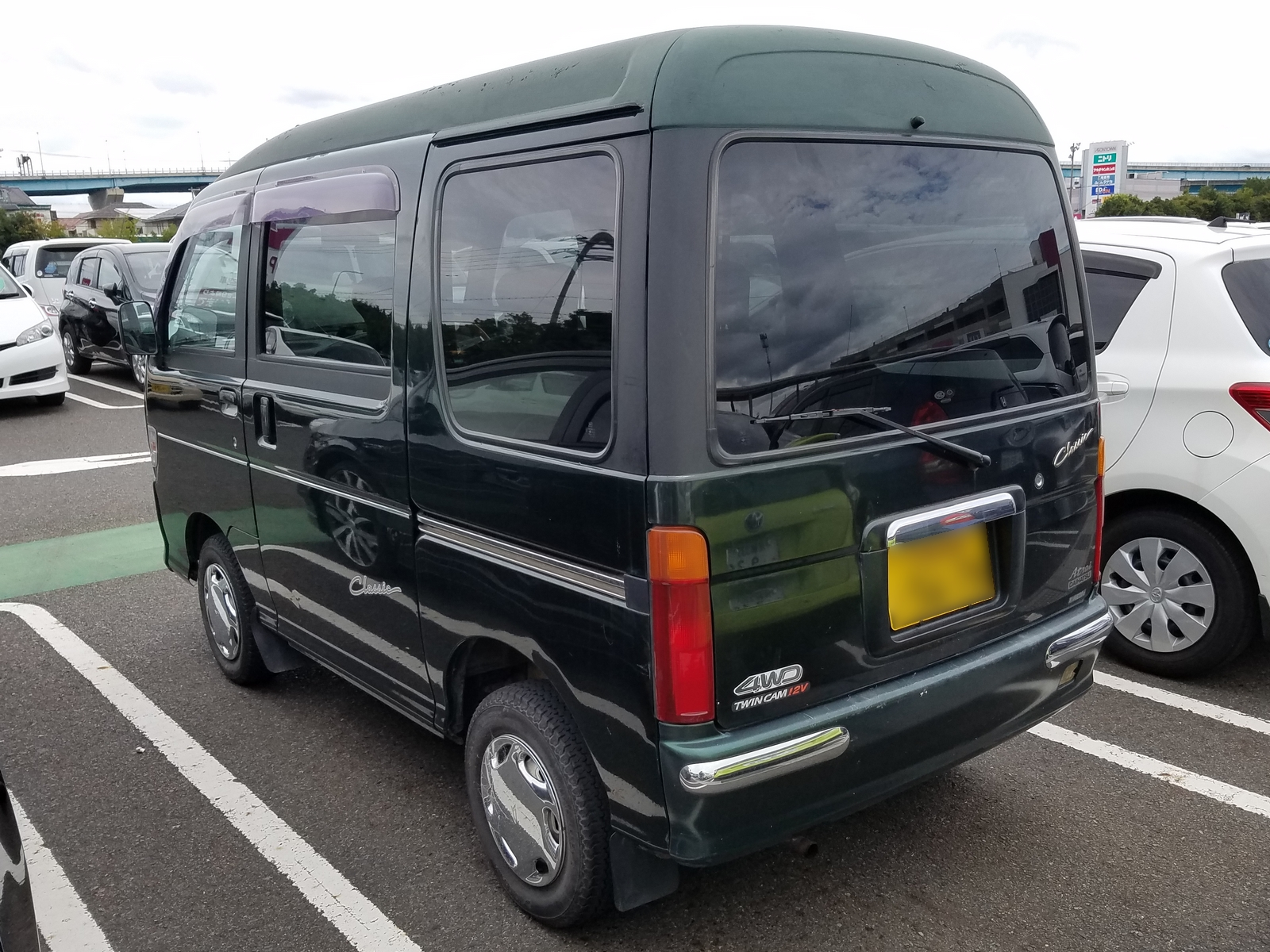
クラシック リア

## 4代目（1999年-2005年）
1998年10月から施行された軽自動車の規格変更に合わせ、ミラ、オプティに遅れて登場した。ボディデザインはイタルデザインが担当し、軽1BOXながら流麗なスタイルを持っている。フロントタイヤが前方に移動したセミキャブデザインを採用するが、エンジン搭載位置は運転席下であり構造上はキャブオーバーを継承する。標準のCL系とドレスアップモデルのカスタム系の二本立て体勢となる。カスタム系は、初代アトレーの初期モデル以来、17年ぶりの採用となったロールーフに、ルーフレールを組み合わせた。カスタム系は納車待ちが3か月となり、CM放映を一時中止するほどの人気となった。CL系にはハイルーフを採用し、先代リバーノ譲りのリアシートスライド（交互スライド）、電動サンルーフのオプションがあった。全車ABSが標準装備されていた。大型ブレーキ、ブレーキアシストが装備され、自動車アセスメントの試験ではクラス最短の停止距離を誇る。なおボディのCd値は0.36（カスタム以外のグレードでの場合）と一連の軽1BOX車としてはかなり低いものとなっている。
- 1999年（平成11年）
  - 1月6日 - フルモデルチェンジ。リアランプは3連タイプを採用。CM出演者は高橋由伸。
  - 6月 - 5ナンバー（乗用車）登録の「アトレーワゴン」を追加。乗用登録ということで、リアシートにスライド機能を追加し、180mmのスライド量を生かした広さはライバルを圧倒した。貨物モデルとの価格差は無かったが、リアシートスライド、リアシートベルトが装備される代わりに、ABSがオプション扱いとなっていた。4ナンバー車は5ナンバー登場後もそのまま併売され、1999年末にCL以外消滅した。
- 2000年（平成12年）
  - 2月 - 一部改良。4ナンバー車には助手席に乗降グリップを追加。5ナンバー車は「カスタム」と「カスタムターボ」に大型電動ガラスサンルーフ付車を追加。同時に廉価仕様のターボ車「CLターボ」を追加。
  - 5月 - 5ナンバー車の「アトレーワゴン」にアメリカンビレットスタイルの「エアロダウンビレットターボ」を発売。7月にはNAエンジン仕様の「エアロダウンビレット」を追加。
  - 7月 - 普通車登録の「アトレー7」の発売を記念し、読売ジャイアンツ公認の特別仕様車「アトレーワゴン 高橋由伸バーション」を発売。電話・インターネットによる事前受付を行い、8月4日に抽選で50名に成約を行う特殊な販売方法を行った。
  - 9月 - 「アトレーワゴン」にオーディオを充実させた特別仕様車「Sエディション」を発売。
- 2001年（平成13年）1月 - マイナーチェンジ。「アトレーワゴン」のCLはCX、CLターボはツーリングターボにクレード名が変更になる。ツーリングターボはアルミホイール、リアスポイラーなどを標準装備。2001年末に4ナンバーのアトレーは生産終了。以降はアトレースローパーなどの福祉仕様以外はアトレーワゴンのみとなる。CM出演者はKONISHIKI。
- 2002年（平成14年）
  - 1月 - 一部改良。ツーリングターボがロールーフ化、エンジンをマイナーチェンジ。カスタムターボとエアロダウンビレットターボは4ATのみとなる。NAのエアロダウンビレットは消滅。初代アトレーより搭載されていた交流発電機のオプション設定、ツートーンカラーオプションが消滅した。エンジンは排ガス規制に対応したものとなりカタログ上のスペックは若干向上している。
  - 7月 - 「カスタムターボ」をベースに装備を一部見直し、お買得価格に設定した特別仕様車「カスタムターボ スターエディション」を発売。
- 2003年（平成15年）6月 - 一部改良。装備面の見直しが行なわれ値下げが実施された。グレード体系を「CX」、「ツーリングターボ」、「カスタムターボ」、「エアロダウンビレットターボ」の4グレードに整理。「カスタムターボ」ではフォグランプ、「ツーリングターボ」ではリアスポイラー、アルミホイールなど装備面が省かれている。
- 2004年（平成16年）
  - 5月 - 「カスタムターボ」をベースにスライドドアイージークローザー（左側のみ）、マルチリフレクターハロゲンフォグランプ（角形）、2DINオーディオ（CD・MD・ラジオ）、リアヒーター（温度調節コントローラー付）を装備した特別仕様車「G Selection」を発売。
  - 年末 - 仕様変更。5MTが消滅しATのみの展開となる。「エアロダウンビレットターボ」と「カスタムターボ」が消滅し「CX」、「ツーリングターボ」、「カスタムターボ G Selection」の3グレードに集約された。工場移転前に生産された在庫車両販売のためメーカーオプションもほとんどなくなっている。また、サンルーフの装着オプションが消滅した。他社軽1BOXのサンルーフも既に消滅していたことから、軽1BOXで初採用及び最後までサンルーフを装備していたのがアトレーであった。また、2004年12月にハイゼットカーゴがフルモデルチェンジをするがアトレーは前記のとおり在庫車両により2005年5月まで4代目を継続販売した。
- 2005年（平成17年）
  - 4月[2] - 生産終了。在庫対応分のみの販売となる。
  - 5月 - 5代目にバトンタッチして販売終了。

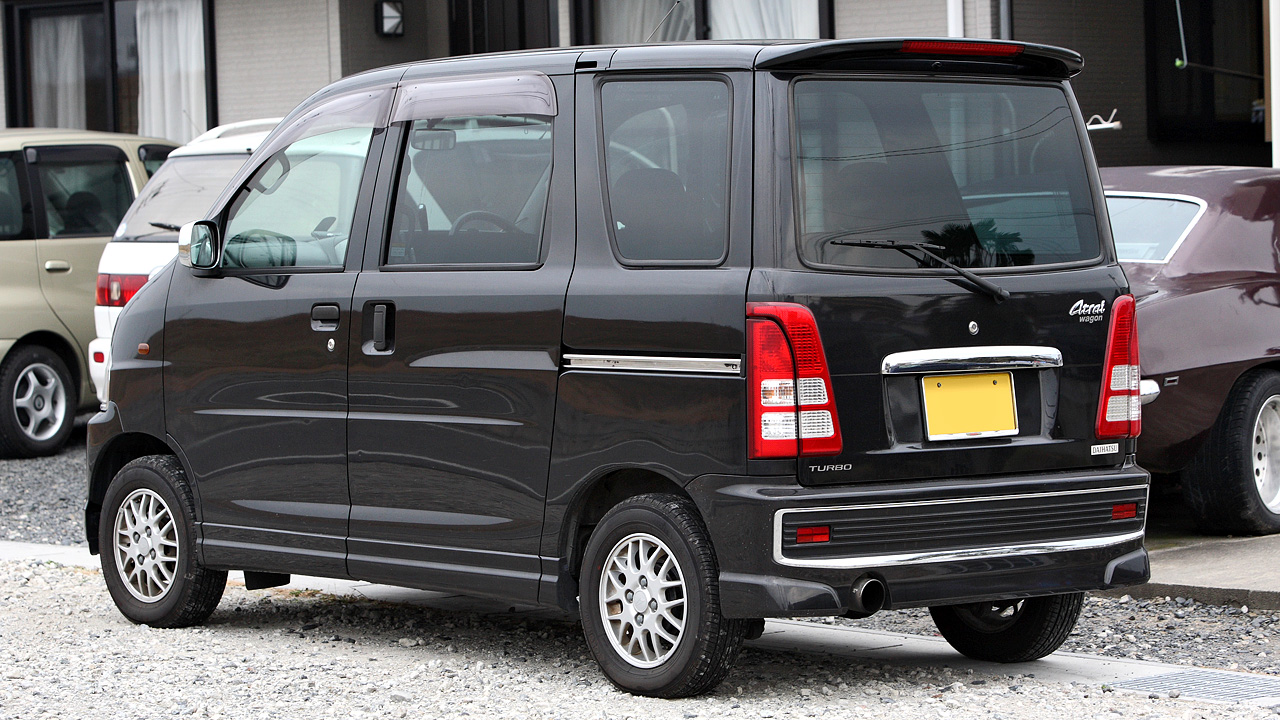
カスタム リヤ
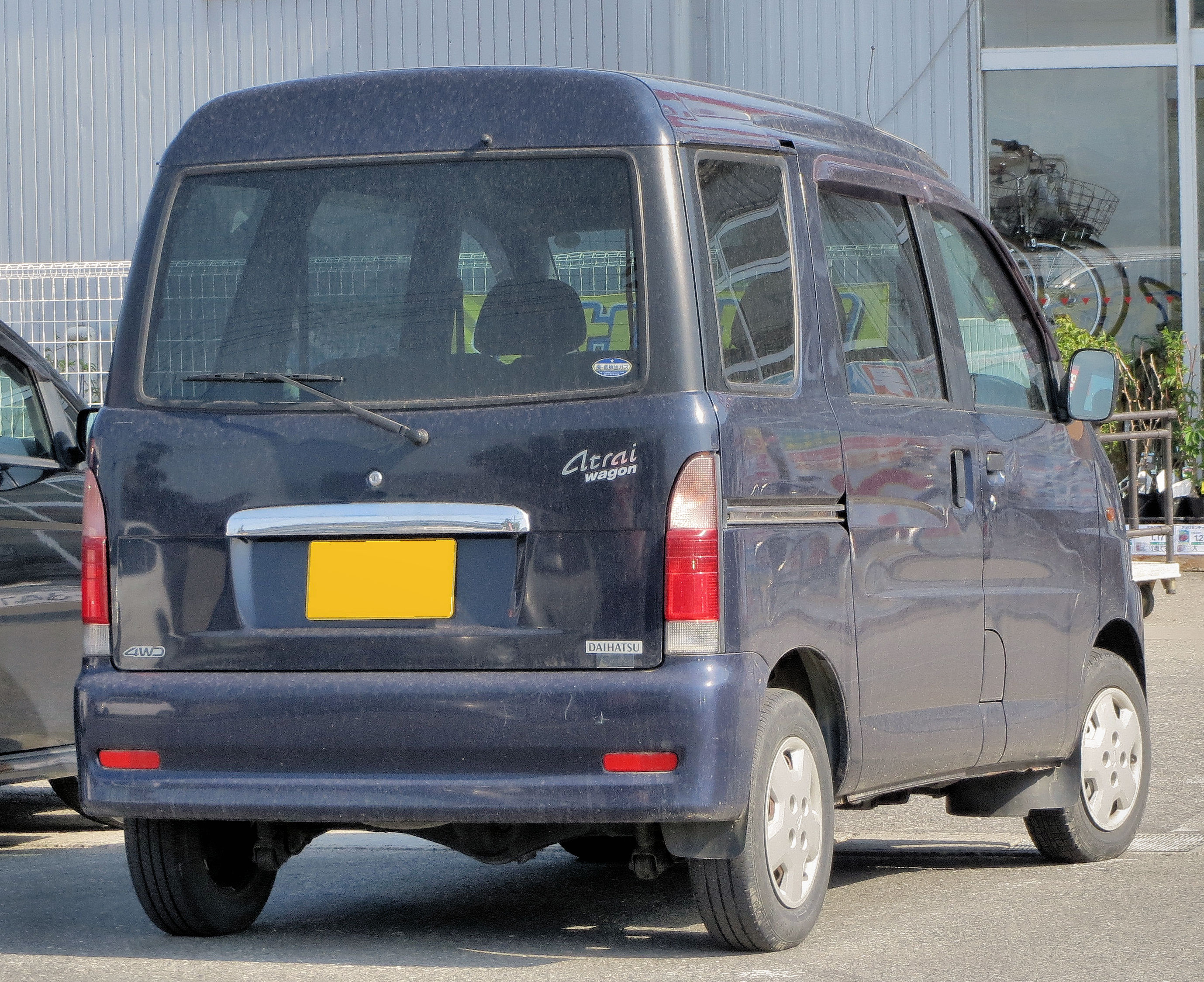
ワゴン CX リヤ (後期型)

## 5代目（2005年-2021年）

### 概要
10代目ハイゼットカーゴから約5ヶ月遅れでフルモデルチェンジをした。歴代モデル同様ハイゼットカーゴと基本構造を同一とする。
歴代のアトレーとしてはモデルライフが16年と長く、基となった10代目ハイゼットカーゴ同様、最も息の長いモデルであった。

### 年表
- 2005年（平成17年）
  - 5月10日 - フルモデルチェンジ。CMキャラクターに的場浩司と桜井映里を起用。キャッチコピーは「家族でヨロシク、あそボックス!」。エアロパーツ装着のターボ車のみの設定となり、軽1BOX車で初のディスチャージヘッドランプを「カスタムターボRS」に標準装備。車体形状はハイルーフのみで、「カスタムターボR」と「カスタムターボRS」の2グレード体制とシンプルな構成に変更。荷室には、ユーザーのアレンジを考慮したユースフルホールやナットなどを装備。リヤナンバープレートの装着位置がバックドアからバンパーに変更された。
  - 9月 - 7インチHDDナビゲーションを追加した特別仕様車「HDDナビエディション」シリーズを発売。同時に「カスタムターボR」にスライドドアイージークローザー（左）をメーカーオプションに追加。
- 2006年（平成18年）
  - 4月 - インパネやシート表皮などの内装色をブラックに統一し、スポーティ感を演出すると共に、専用スポットメタル調クラスターや新デザインのメーターパネル、人気の高いスライドドアイージークローザー（左）を装備した特別仕様車「ブラックエディション」を発売。
  - 12月 - 仕様変更。外板色にパールホワイトが追加され、排気管テールパイプがバンパー下に隠れるものへ変更された。
- 2007年（平成19年）9月 - マイナーチェンジ。フロント周りを一新し、インパネは専用の2トーン仕様に変更。新ターボエンジン「KF-DET型」を採用。新グレード「カスタムターボRS Limited」を設定し、自発光式メーターやパワースライドドア（左側のみ）などを装備する。同時に福祉車両についてもマイナーチェンジ前の自然吸気エンジンから同様のターボエンジンに変更された。
- 2009年（平成21年）9月 - 富士重工業（現・SUBARU）へ「ディアスワゴン」としてOEM供給を開始。
- 2010年（平成22年）8月 - 一部改良。同年9月から開始されるJC08コールドモード排出ガス基準をクリア。「カスタムターボRS」、「カスタムターボRS Limited」に荷室アクセサリーソケットが、「カスタムターボRS Limited」に荷室蛍光灯が標準装備された。
- 2011年（平成23年）12月1日 - 一部改良。安全面に対する法規の強化に伴う対応を実施。「オフホワイト」を廃止し、「ホワイト」が当型として初設定された。
- 2012年（平成24年）
  - 4月2日 - 一部改良。後部座席ヘッドレストが大型タイプに変更。
  - 12月17日 - 一部改良（仕様変更扱い）。全車JC08モード燃費に対応となった。
- 2015年（平成27年）
  - 4月3日 - 一部改良[3]。電子制御式4ATと電子制御スロットルの採用により燃費を向上。「カスタムターボRS」と「カスタムターボRS Limited」に装備されているトップシェイドガラスをグリーンからブルーに変更した。
  - 11月30日 - 一部改良[4]。ボディカラーの入れ替えを行い、「プラムブラウンクリスタルマイカ（オプションカラー）[5]」と「ブルーマイカメタリック」を廃止する替わりに、新色として「トニコオレンジメタリック」、「アーバンナイトブルークリスタルメタリック（オプションカラー）」、「タングステングレーメタリック」の3色を追加し、7色展開とした。また、IR&UVカットガラス（フロントウィンドゥ）、スーパーUV&IRカットガラス（フロントドア）、トップシェイドガラス[注釈 3]で構成される「ビューティーパック」を福祉車両を除く全車に設定したほか、カーオーディオのスピーカーサイズを10 cmから16 cmに拡大。純正ナビ装着用プリワイヤーハーネスを追加した。
- 2016年（平成28年）5月10日 - 福祉車両「スローパー」を一部改良[6]。電動ウインチBOXや乗降スロープの形状を変更し、従来型よりも大きな幅の車いすの乗降が可能となり、乗車スペースも拡大した。また、電動ウインチ用のベルトを引き出す際のベルトフリー操作をワンアクション化した。
- 2017年（平成29年）11月13日 - 2度目のマイナーチェンジを発表し、同日より販売が開始された[7]。

衝突回避支援システム「スマートアシストIII（以下、スマアシIII）」、エコアイドルを全車に標準装備するとともに、リアコーナーセンサー、エマージェンシーストップシグナル、VSC&TRC、ヒルホールドシステムも併せて標準装備された。
フロントフェイスが新意匠に刷新されたほか、リアもコンビネーションランプとライセンスプレートガーニッシュの意匠が変更され、テールランプとブレーキランプをLED化。ヘッドランプとフォグランプにもLEDを採用した（グレードにより、「LEDパック」での設定或いは標準装備）。ボディカラーは「トニコオレンジメタリック」と入れ替えで、「プラムブラウンクリスタルマイカ（オプションカラー）」が2年ぶりに復活した。
福祉車両の「スローパー」と「リアシートリフト」においては、ベース車同様のマイナーチェンジ内容を適応するとともに、「スローパー」は車いす乗車用の3点式シートベルトが採用され、スロープのアシスト機構が一新された。
なお、マイナーチェンジに伴ってグレード体系が整理され、「カスタムターボRS"SA III"」と「カスタムターボRS"リミテッド SA III"」の2種類となり、以前は全グレードで搭載されていたタコメーターは「カスタムターボRS"リミテッド SA III"」のみに縮小された。
- 2019年（令和元年）11月1日 - 一部改良[8]。「カスタムターボRS"SA III"」にて、従来は「LEDパック」での設定だったLEDヘッドランプが標準装備化され、LEDフォグランプの単体オプションに変更された。ボディカラーはメーカーオプション設定色の一部が入れ替わり、「アーバンナイトブルークリスタルメタリック」に替わり「レーザーブルークリスタルシャイン」が設定された。
- 2020年（令和2年）
  - 2月10日（補足）- SUBARUへのOEM供給（ディアスワゴン）を完了。
  - 8月27日 - 一部改良[9]。オートライトが新たに標準装備され、WLTCモードによる燃料消費率に対応した。
- 2021年（令和3年）11月末 - 次期型販売のため、元となった10代目ハイゼットカーゴ、および4代目ハイゼットデッキバンと共に注文受付終了、および生産終了[10]。以後、流通在庫のみの対応となる。

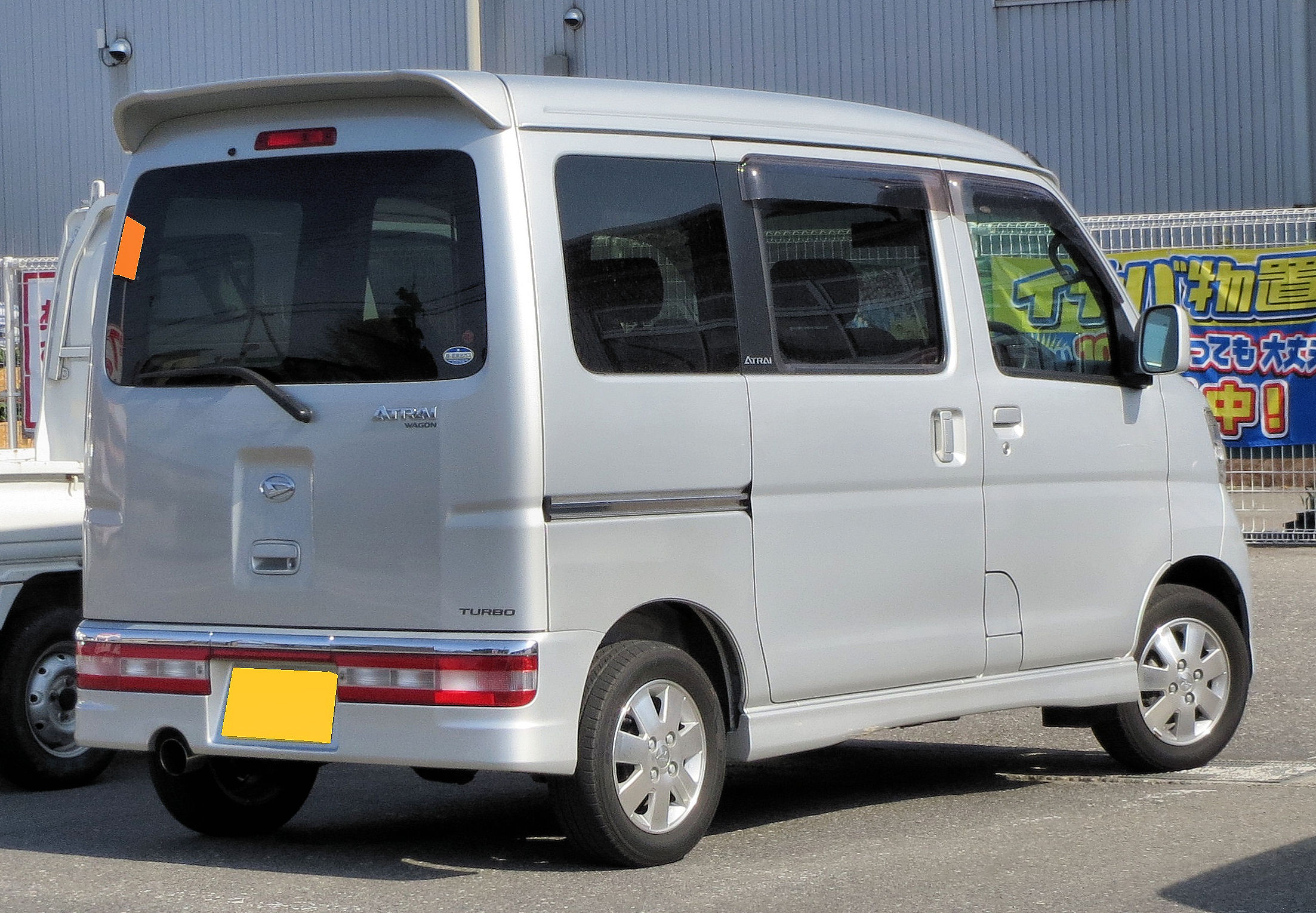
カスタムターボRS (2005年5月販売型・リヤ) （2005年5月 - 2007年9月）
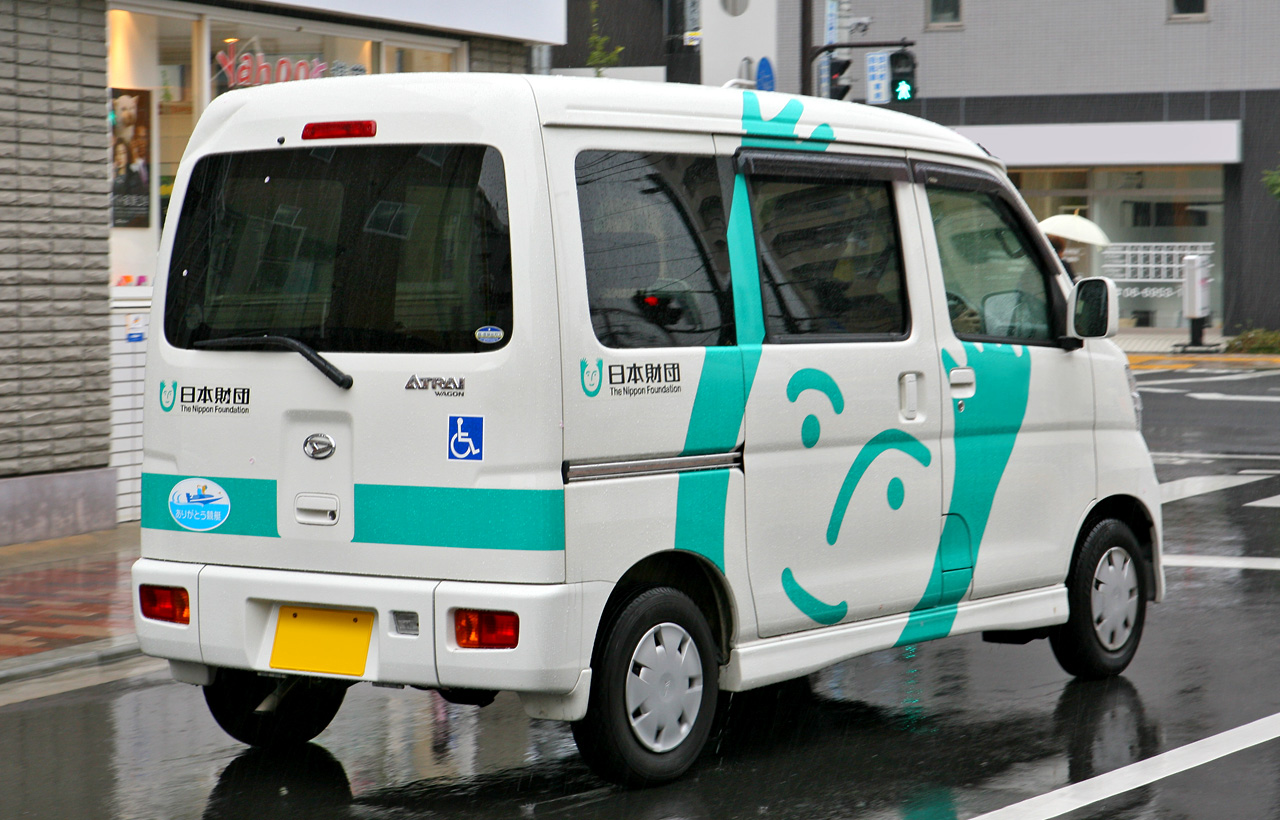
スローパー
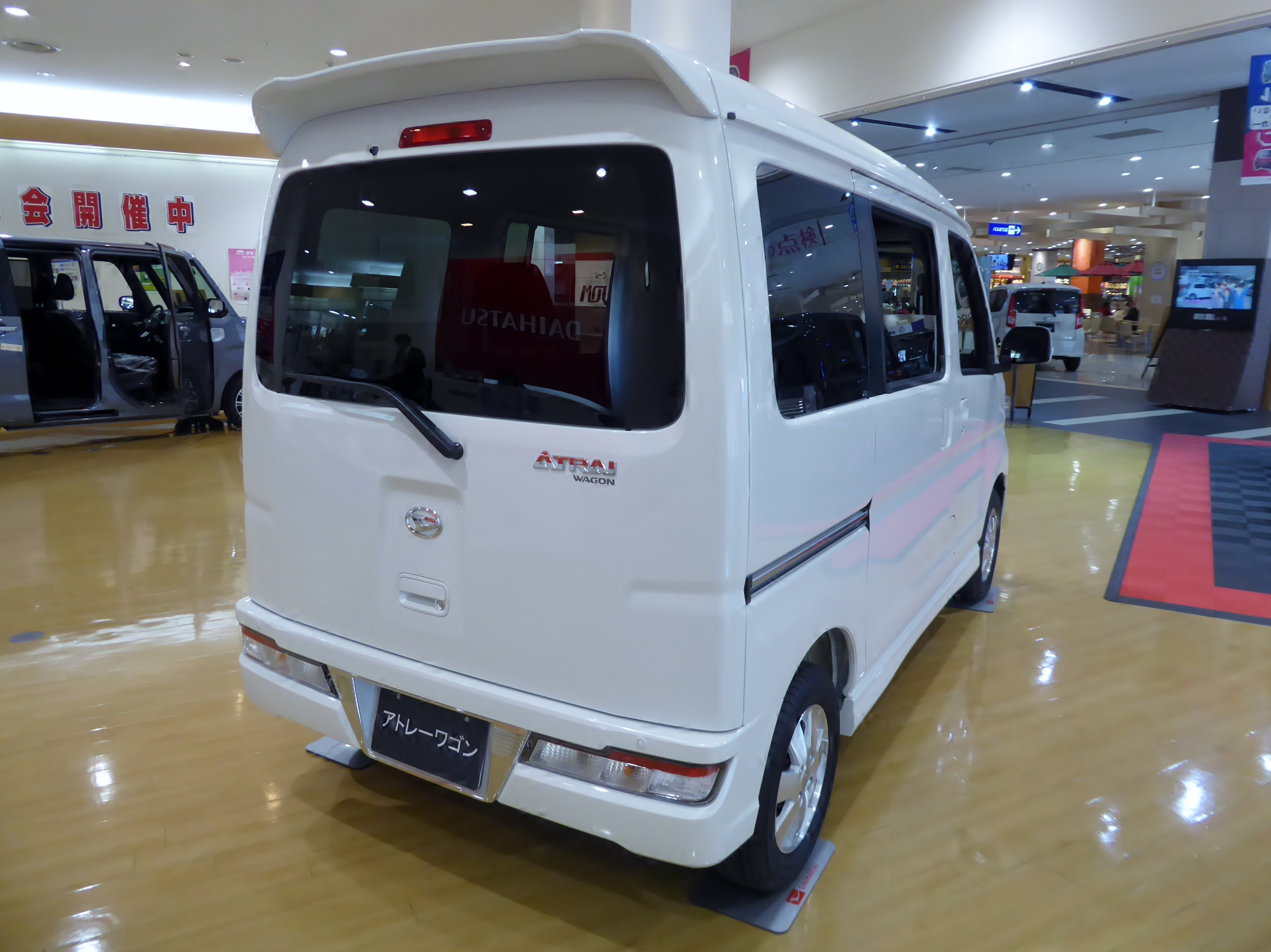
カスタムターボRS"リミテッドSA III"（2017年11月改良型・リヤ）

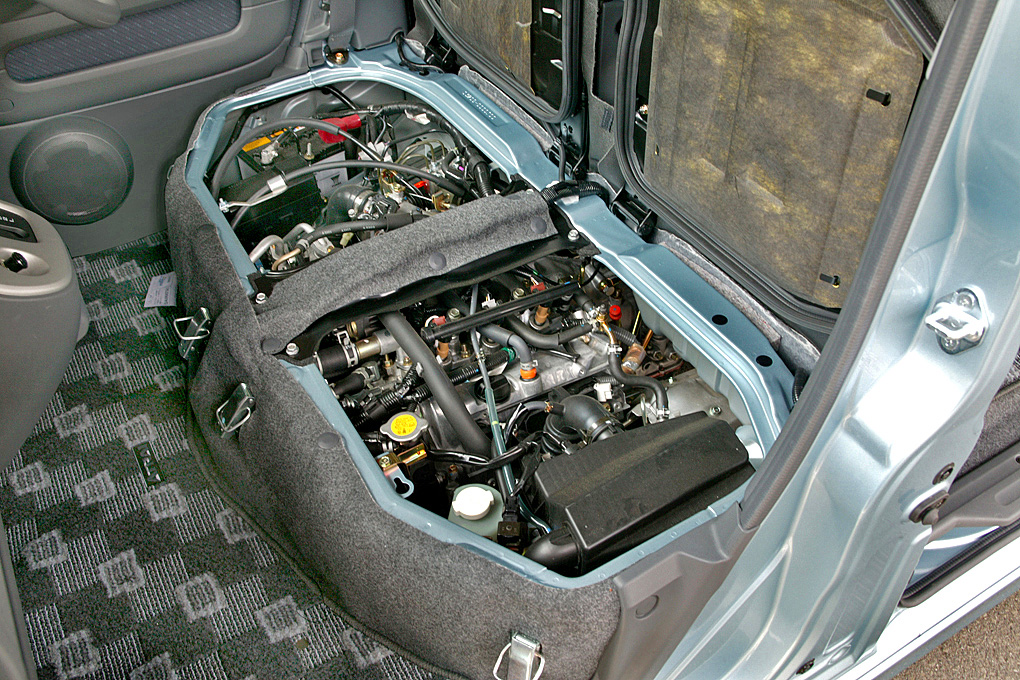
EF-DETエンジン
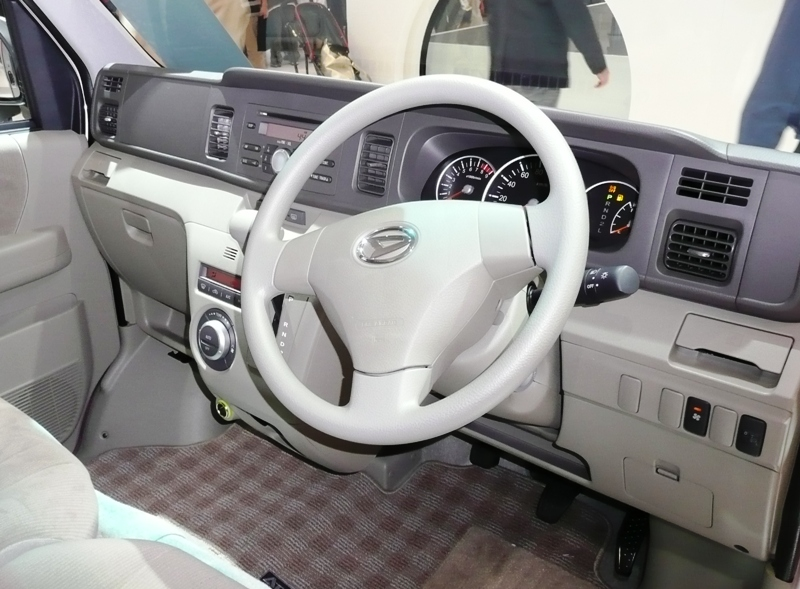
室内（2007年9月改良型）
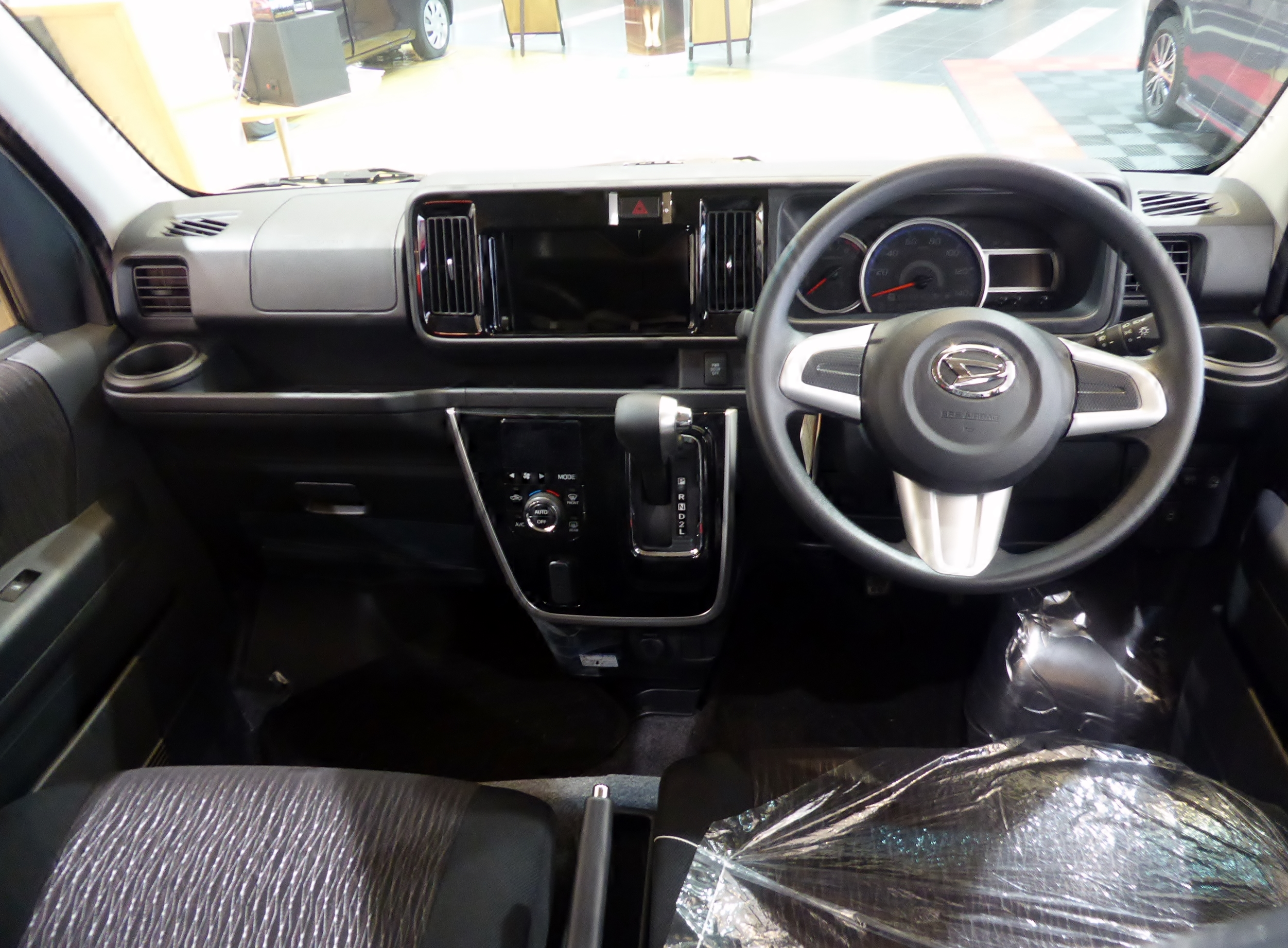
室内（2017年11月改良型）

## 6代目（2021年 - ）

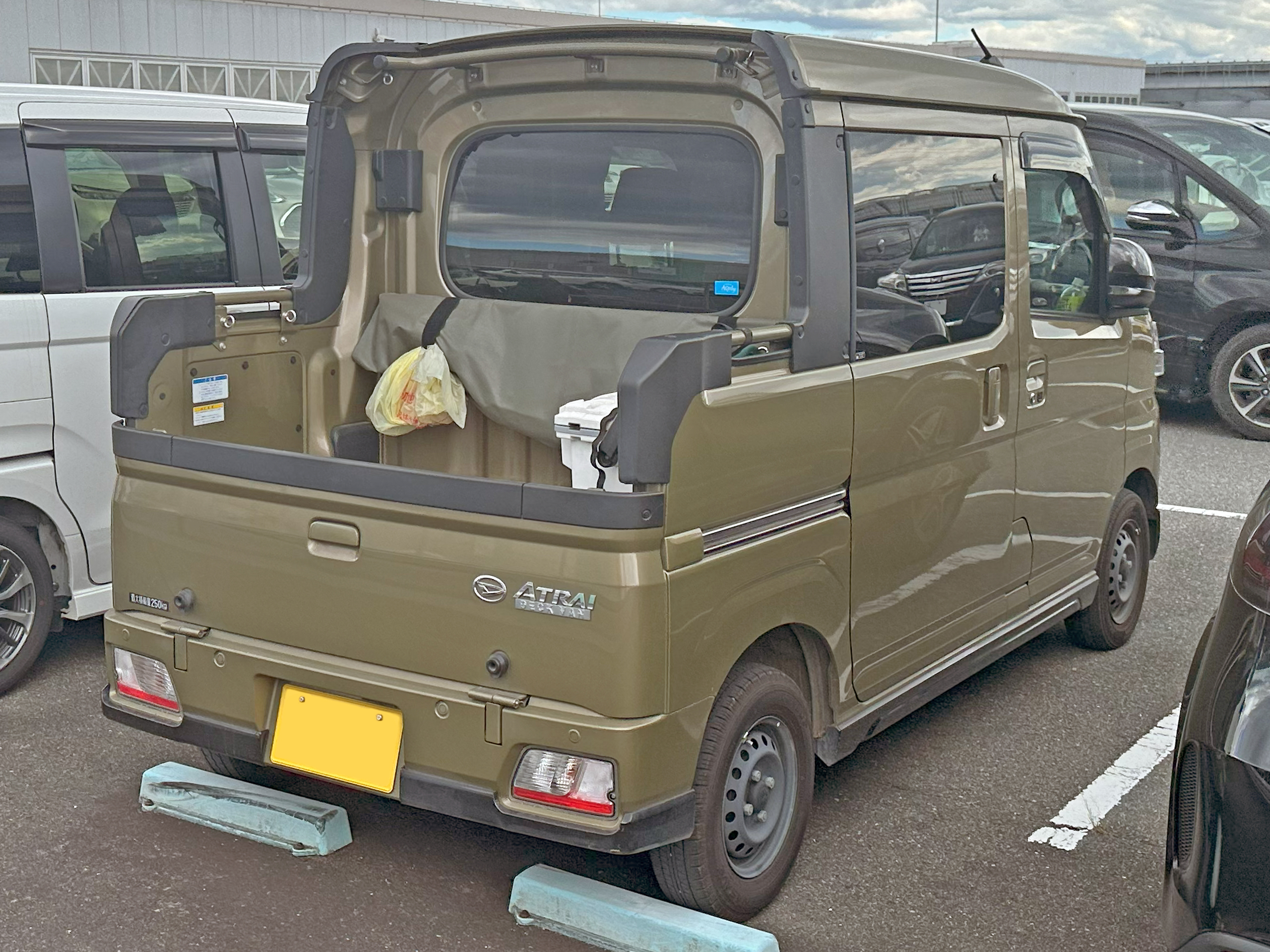
デッキバン リア

### 概要
11代目ハイゼットカーゴと同日発売。歴代モデル同様ハイゼットカーゴと基本構造を同一としており、DNGA-FRプラットフォームへ刷新。その際、ハイゼットカーゴ同様にスクエアボディ化されたことによる広い荷室空間と最大積載量を十分に活用させるため、2001年の生産終了以来、約20年ぶりに4ナンバーとなり、車名も「アトレー」へ回帰された。
荷室装備はハイゼットカーゴと差別化されており、ラゲージルームの側面とリアシートの背面に防水素材を使用したイージーケアマットを採用するとともに、荷室ナット（ユースフルナット）とマルチフックが設定され、リアガラスには換気を可能にするためのポップアップ機構が備わり、デッキサイドトリムにはディーラーオプションのラゲージボードを装着するためのスリットが設けられた。また、軽キャブオーバーバンで初となるキーフリーシステム&プッシュボタンスタートシステム、両側パワースライドドア、両側スライドドアイージークローザーが採用された（両側パワースライドドアと両側スライドドアイージークローザーは「RS」と「デッキバン」に標準装備）。両側パワースライドドアには、降車時にインパネスイッチで予約をすることで、乗車時に電子カードキーを車に近づけるだけで自動で解錠とオープンを行うウェルカムオープン機能も装備される。
トランスミッションは歴代のアトレーで初となるCVTとなり、4WD車は通常走行用の「2WD」、路面状況に応じて駆動力を制御する「4WD AUTO」、未舗装路用の「4WD LOCK」の3モード切替を備えた電子制御式パートタイム4WDを採用した。
「スマアシ」はステレオカメラを備えた次世代型となり、ADB（アダプティブドライビングビーム）、サイドビューランプ、標識認識機能（進入禁止/一時停止、一部グレードでは最高速度も対応）が追加されたほか、一部のグレードには全車速追従機能付ACC（アダプティブクルーズコントロール）やLKC（レーンキープコントロール）も追加される。また、LEDヘッドランプやLEDフォグランプ（メッキベゼル付）は全車標準装備となった。
オーディオにはハイゼット同様にAndroid Auto・Apple CarPlay・ダイハツコネクトに対応したスマホ連携ディスプレイオーディオがメーカーオプションに設定された（画面サイズは6.8インチと9インチの2種類があり、9インチではテレビ(ワンセグ/フルセグ)チューナーやHDMI端子を備えているため、テレビの視聴や外部機器との接続による動画鑑賞も可能である。なお、ハイゼットの場合とは異なり、テレビ視聴に必要なフルセグTVフィルムアンテナはグレードにより標準装備またはディスプレイオーディオ設定時に同時装着される）。
リアはハイゼットカーゴに準じて「Dマーク」と「ATRAI」の車名ロゴを横並びにして右側に移動したが、デカールのハイゼットカーゴとは異なり、エンブレム仕様となる。また、デッキバンを除くグレードに装備されているリバース連動リアワイパーの位置も5代目アトレーワゴンのバックドアウィンドゥ中央真下からバックドアウィンドゥの真上中央に配置されているハイマウントLEDストップランプの左隣へ移動された。

### 年表
- 2021年（令和3年）12月20日 - 約16年7ヶ月ぶりにフルモデルチェンジ[11]。キャッチフレーズは「第三の居場所。」で、CMソングはTENDREの「AIM」。ボディカラーは5代目からレーザーブルークリスタルシャイン（メーカーオプション）、ブラックマイカメタリック、ブライトシルバーメタリックの3色を踏襲し、5代目では2017年11月の一部改良により廃止されていたトニコオレンジメタリックが約4年ぶりに再設定。さらに、新色のオフビートカーキメタリックとシャイニングホワイトパール（メーカーオプション）を追加し、6色展開とした。5代目同様にターボ車のみの設定だが、グレード名は「X」と「RS」に変わり、2代目で特装車として設定されていたアトレーデッキが「デッキバン」として復活した。福祉車両「フレンドシップシリーズ」にラインナップされている「スローパー」も同時にフルモデルチェンジされ、ベース車自体の変更に加え、車椅子足元スペースにゆとりを持たせるためウインチボックスが見直され、助手席側リアシートを大型化したことで、5代目と同等の車椅子乗車スペースを確保しつつ、乗り心地をフロントシート並みに向上。スロープはレバーを引くだけで荷室をフラットにすることが可能な前倒し機構が追加された。
- 2022年（令和4年）
  - 1月13日 - 「RS」がスバル・サンバーバンの上級グレードとしては約9年10ヶ月ぶりに復活した「ディアス」として、「フレンドシップシリーズ」の「スローパー」を「トランスケア」の「サンバー ディアス スロープタイプ」としてそれぞれSUBARUへのOEM供給を開始。同社へのアトレーのOEM供給は約2年ぶりの再開となった。
  - 10月11日 - 11代目ハイゼットカーゴと共に2022年度グッドデザイン賞を受賞したことが発表された[12]。
- 2023年（令和5年）
  - 4月20日 - 原材料価格や輸送物流費などの高騰を受け、7月生産分より車両本体価格の改定が発表された[13]。
  - 5月22日 - 前述した価格改定を延期することを発表。仕入先からの部品供給不足による稼働停止の影響で大幅な減産となり、現行価格で注文された台数分を7月までに全数生産することが難しくなった為である。同年末に予定されている一部改良に合わせて改めて価格改定が行われる予定だが、既に注文したユーザーには生産時期に関わらず改定前の価格が適用される[14]。
  - 12月20日（補足） - 同社の不正問題の調査で対象がこれまで判明していた6車種から当車種を含めたほぼ全ての車種に拡大することが明らかとなり、国内外の全ての車種の出荷を停止する方向で調整することとなった[15]。
- 2024年（令和6年）
  - 1月30日（補足） - 国土交通省が追加で当車種を含む10車種[注釈 4]が出荷停止の指示を解除を発表した[16]。
  - 11月5日 - ハイゼットカーゴ及びロッキーと共に一部仕様変更[17]。安全性能の向上が行われたほか、原材料価格の高騰などの影響によりメーカー希望小売価格が改定され、駆動方式を問わず、「X」は77,000円、「RS」と「デッキバン」は各88,000円（いずれも10%の消費税込）値上げされた。

## 車名の由来
フランス語で「魅力的な」という意味のATTRAIからの造語。